# 归有光
歸有光（1507年1月6日—1571年2月5日），字熙甫，一字开甫，直隸崑山縣（今苏州昆山市）人，明朝文學家，早年因老家在崑山项脊泾（今属昆山市玉山鎮），自號項脊生，晚年居于震澤（太湖的雅稱）附近，人稱震川先生。因曾任南京太僕寺丞，又稱歸太僕。
歸有光与王慎中、唐顺之詩文唱和，合称嘉靖三大家。嘉靖三家與茅坤等人同尊唐宋古文，是為“唐宋派”。归有光又与浙江德清的胡友信齐名，世称“归、胡”，并列《明史·列传·文苑》。

## 生平
归有光生於正德元年腊月二十四日（1507年1月6日），归家为昆山世族，先世多以文学著称，祖母是太常寺少卿夏昶的孫女。但归有光这一支并不显赫，祖父归绅、父亲归正均未入仕，且歸有光父叔輩感情不睦，互搶祖輩家產鬧翻不往來，故歸有光討厭父方歸姓親屬，與祖母與母親等女性親屬感情密切。
归有光自幼聰穎，九歲能屬文，十歲寫《乞醯論》流傳至今。师事同县名儒魏校，喜讀《史記》以及唐宋八大家之文，也阅佛家《大藏经》。
嘉靖四年（1525年），归有光以童子试第一名补为苏州府学生员，时年十八岁，后以贡生选入南京太学。
嘉靖十九年（1540年），归有光受到主考官张治的赏识，举应天乡试第二名。以後的二十年，八次礼部會試均落第，对科举失望。嘉靖二十一年（1542年）迁居嘉定（今属上海）之安亭江边，讲学授徒二十年之久，从者数百人，自號「震川」，因太湖古稱「震泽」，也尊敬當時的文士何震川。

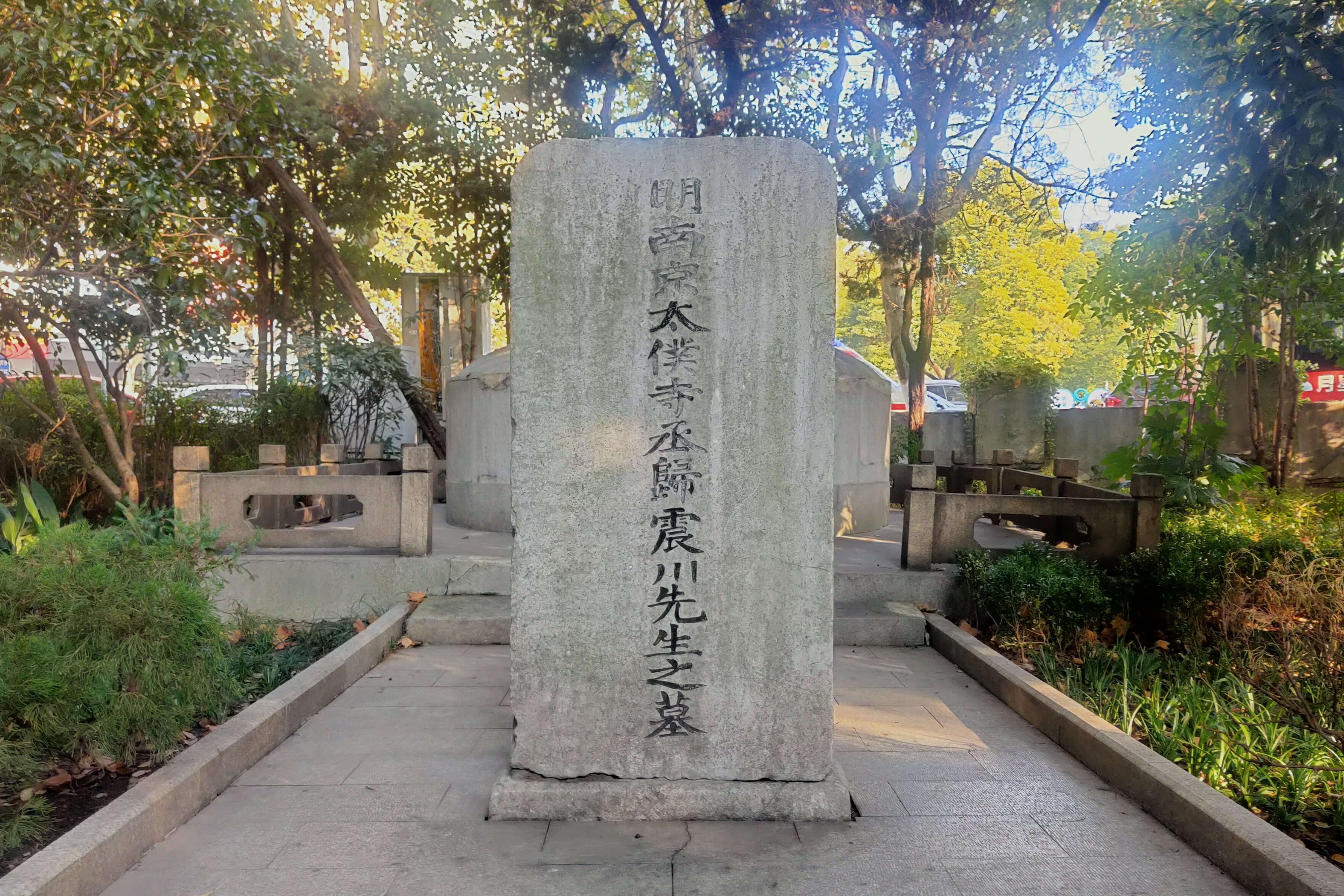
昆山归有光墓

嘉靖四十四年（1565年），因为主考官特别留意，仔細端詳試卷的筆法，归有光终于得中三甲进士，授浙江长兴县令。隆庆元年（1567年）撰写《圣井铭并叙碑》，由县丞吴承恩亲笔书写，刻石立碑，原置于南朝陈武帝陈霸先出生地圣井旁，现藏于长兴博物馆。当时长兴长期没有县令，政务由胥吏把持，贫苦百姓生活艱苦。归有光注重教化，不尚刑法，关注民生，损害到了豪强的利益。隆庆三年（1569年），归有光受人排挤，明升暗貶，调升顺德府（今河北邢台）通判，但卻专管马政。归有光心气不平，认为自己的处境就像屈原被放逐时一样，但仍然没有放弃政事，在任期间采访典籍，修《马政志》。隆庆四年（1570年），由大学士高拱、赵贞吉荐引，任南京太仆寺丞，掌内阁制敕房，参修《世宗实录》。
隆慶五年正月十三日（1571年2月5日），歸有光去世，享壽六十四歲。万历三年（1575年）归葬昆山城东南门内金潼里。

## 文学
归有光与唐顺之、王慎中等人均崇尚内容翔实、文字朴实的唐、宋古文，並稱爲嘉靖三大家。当时文坛先后受到前后七子的影响，虽然摆脱了早期的台阁体，但又陷入盲目复古的潮流，文风浮浪。王世贞继李攀龙之后主宰文坛，主张“文必秦汉，诗必盛唐，大历以后书勿读”。归有光率先反对这种主张，文坛风气为之一振。归有光经学深湛，重视义理，这些特质在他的文章中均有体现。他认为“文章至于宋元诸名家，其力足以追数千载之上而与之颉颃”，不必非得模仿古人才能写出好文章。他的文章，从风格上看继承了司马迁和唐宋八大家的传统，并且影响了桐城派诸家。
归有光的文章很多描绘日常生活，篇幅短小而刻画细腻生动，情真意切，“无意於感人，而欢愉惨恻之思，溢于言语之外”，名篇如《项脊轩志》《女如兰圹志》《寒花葬志》《李南楼行状》等“信笔纵横，而世多以为奇”，“他人莫能企而及也”，对后世颇有影响。林纾认为《项脊轩记》“琐琐屑屑，均家常之语，乃至百读不厌”。也有少数文章反映民间疾苦，特别是描绘当时人民受倭寇所苦情状的《备倭事略》《昆山县倭寇始末书》等。

### 震川先生文集
归有光著作版本甚多，归有光从弟归道传刻有一集二十卷，归有光的兒子归子祜、归子宁刻一集三十二卷；孙归昌世与钱谦益进行详细校勘，编成《震川先生集》四十卷，包括正集三十卷、别集十卷，另附录一卷。别集中有诗一卷。

## 水利
自古以来太湖流域以富庶闻名，但伴随着发展，太湖水旱灾情越来越严重，到了明朝，每三到七年就要发生一次水灾。归有光居住在安亭时，对太湖地区的水利情况进行了研究，认为吴淞江是太湖入海的道路，只要拓宽吴淞江，解决吴淞江的淤塞问题，其他的水道问题就很容易解决，反对排泄太湖水，因为“夫水为民之害，亦为民之利，就使太湖干枯，于民岂为利哉”！他上书给当时的兵道、知府、知县，阐述自己的治水主张。他还搜集当时相关的水利文献，著《水利论前》《水利论后》等，撰成《三吴水利录》四卷，是古代太湖水利研究的重要资料。

## 震川书院
清道光八年（1828年），江苏巡抚陶澍为纪念归有光，奏请清宣宗于归氏故居安亭建造震川书院。书院与菩提寺相连。清光绪二十八年（1902年），震川书院停办，翌年毛怡源等于原址创办新学，改名震川学堂，初为小学，1905年改为中学，兼设师范，名为苏松太道立震川中学，是嘉定、昆山两县最早的中学。1906年又改为小学。现址为上海市嘉定区安亭中学。

## 家族
母亲周桂，十六歲嫁至歸家，育有四子三女，其中一子一女夭折。歸有光排行老二，上有一個姐姐歸淑靜（嫁王三接），下有弟弟歸有尚、歸有功，妹妹歸淑順。歸有光曾作文《先妣事略》緬懷母親。
归有光初娶魏氏，明嘉靖十二年（1533年）魏氏去世，归有光续娶安亭望族之女王氏。归有光长子归子孝于1548年染病而亡，年仅16岁，归有光为他作了《思子亭记》以表哀思。
另有子归子祜、归子宁，参与整理归氏遗文。五子归子慕为万历十九年(1591年)举人，两次被逐，隐居江村，死后赠翰林待诏。
孫归昌世，歸庄之父，為篆刻家、書畫家、文學家，与李流芳、王志坚合称昆山三才子。
曾孙归庄，为明末书画名家，明亡后曾于昆山起兵抗清，事败隐居，拒不仕清，晚年致力整理归有光全集。

## 评价

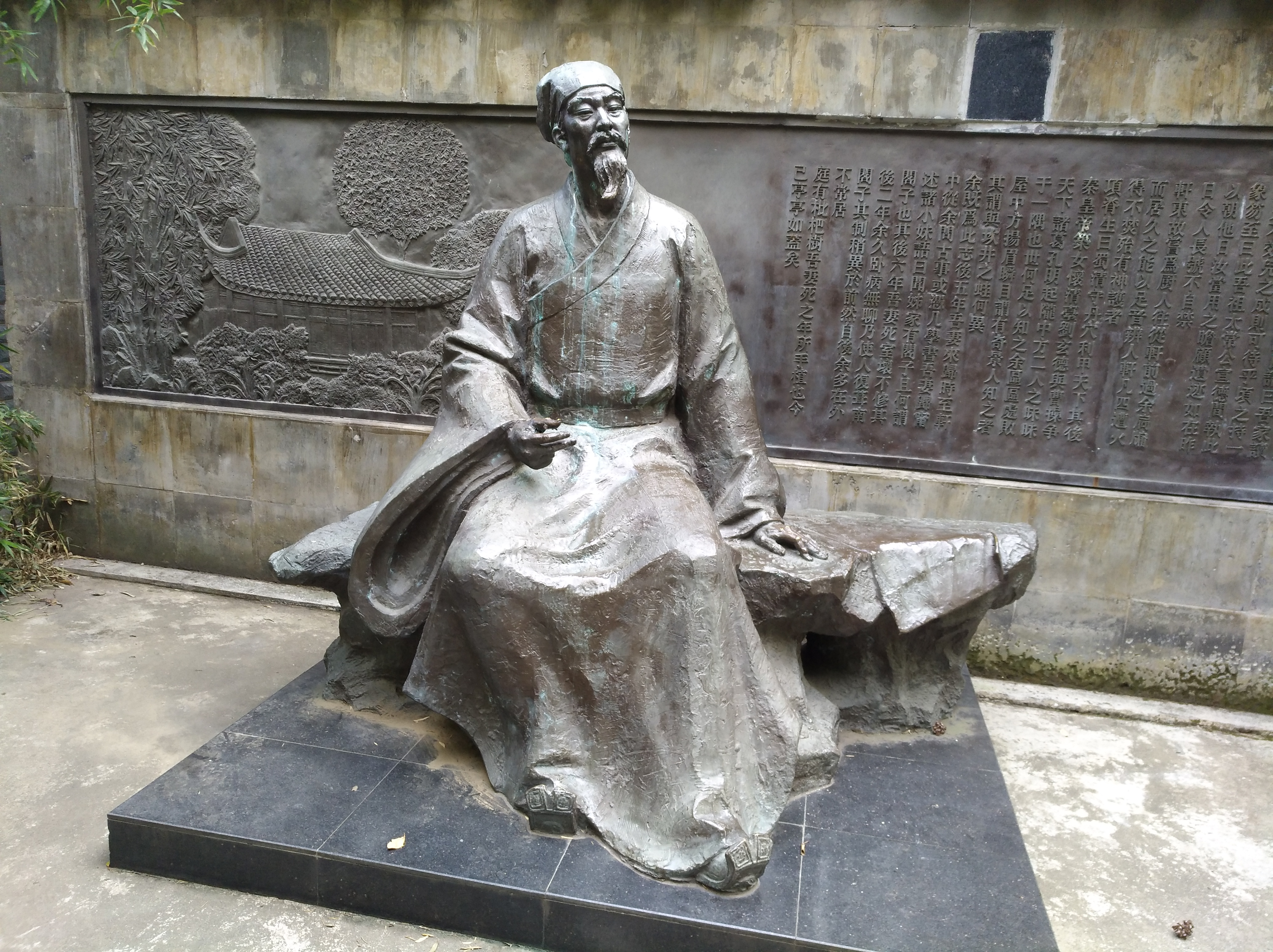
昆山震川园归有光雕像

王世贞最初因为文学观点与归有光相左而厌之，後來卻作《歸太僕贊》，认为归有光可与韩愈、欧阳修相提并论。值得一提的是，王世贞晚年时文风亦有转变，主张“文必秦汉”的他甚至沉迷阅读苏轼的文章。
林则徐曾在嘉定归有光祠题一联：
|  | 儒术岂虚谈？水利书成，功在三江宜血食； 经师偏晚达，专家论定，狂如七子也心降。 |

对归有光在水利方面的贡献和经学方面的成就作出了高度评价，认为归有光以儒术成就功业。